# Cayce
Cayce és una població dels Estats Units a l'estat de Carolina del Sud. Segons el cens del 2000 tenia 12.150 habitants.

## Demografia
Segons el cens del 2000, Cayce tenia 12.150 habitants, 5.133 habitatges i 3.079 famílies. La densitat de població era de 430,4 habitants/km².
Dels 5.133 habitatges en un 24,4% hi vivien nens de menys de 18 anys, en un 41,8% hi vivien parelles casades, en un 14,5% dones solteres, i en un 40% no eren unitats familiars. En el 29% dels habitatges hi vivien persones soles el 10,8% de les quals corresponia a persones de 65 anys o més que vivien soles. El nombre mitjà de persones vivint en cada habitatge era de 2,36 i el nombre mitjà de persones que vivien en cada família era de 2,89.
Per edats la població es repartia de la següent manera: un 20,7% tenia menys de 18 anys, un 14,1% entre 18 i 24, un 28,6% entre 25 i 44, un 21,9% de 45 a 60 i un 14,7% 65 anys o més.
L'edat mediana era de 36 anys. Per cada 100 dones de 18 o més anys hi havia 81,8 homes.
La renda mediana per habitatge era de 35.850 $ i la renda mediana per família de 43.560 $. Els homes tenien una renda mediana de 30.317 $ mentre que les dones 24.408 $. La renda per capita de la població era de 17.745 $. Entorn del 9,9% de les famílies i el 17% de la població estaven per davall del llindar de pobresa.

## Poblacions més properes
El següent diagrama mostra les poblacions més properes.